# Isaiah Brown
Isaiah Jay "Izzy" Brown, född 7 januari 1997 i Peterborough, är en engelsk fotbollsspelare (offensiv mittfältare). Brown har representerat Englands landslag på U16-, U17-, U19- och U20-nivå.

## Klubbkarriär

### West Bromwich Albion
Brown debuterade för West Bromwich Albion i Premier League den 4 maj 2013 mot Wigan Athletic. Han blev då den näst yngsta spelaren i Premier Leagues historia med en ålder på 16 år och 117 dagar.

### Chelsea
Den 8 juli 2013 förkastade West Bromwich Albion ett bud på Brown av Chelsea. Senare samma månad meddelade Chelsea att de hade värvat Brown. Brown gjorde sina två första mål för Chelseas a-lag den 16 juli 2014 i en 5–0-vinst på försäsongen mot Wycombe Wanderers. Samma månad uttryckte Chelseas manager José Mourinho att han skulle klandra sig själv om Brown inte blev en landslagsspelare inom de närmaste åren. I maj 2015 gjorde han sin tävlingsdebut för klubben, då han blev inbytt i en Premier League-match mot Queens Park Rangers.

#### Vitesse Arnhem (lån)
Den 10 juli 2015 lånades Brown ut till nederländska Vitesse. Han tillbringade hela säsongen med klubben och spelade 22 seriematcher, varav tio var inhopp.

#### Rotherham United, Huddersfield Town  (lån)
Säsongen 2016/2017 tillbringade han på lån till två olika Championship-klubbar. Han spelade under hösten 20 matcher med Rotherham United, tills han i januari blev återkallad till Chelsea. Han skickades istället till Huddersfield Town, då Chelsea ansåg att han skulle utvecklas bättre i ett topplag i divisionen. Brown gjorde fyra mål på 18 matcher för Huddersfield, vilket inkluderade alla playoffmatcher då laget genom att besegra Reading i playoffinalen vann uppflyttning till Premier League.

#### Brighton & Hove Albion (lån)
Säsongen 2017/2018 gick Brown på lån till Brighton & Hove Albion. Han hann spela 14 matcher för klubben innan han i januari drabbades av en allvarlig knäskada under en FA-cupmatch mot Crystal Palace, vilket avslutade hans säsong i förtid.

#### Leeds United (lån)
Den 30 augusti 2018 gick Brown på sitt fjärde raka lån till en Championship-klubb, serieledande Leeds United. Han var vid tiden för övergången ännu inte spelklar efter knäskadan i början av året, men väntades kunna börja träna igen under september månad. Den 6 oktober skrev Leeds Uniteds VD Angus Kinnear i ett matchprogram att Brown väntades bli spelklar först i januari 2019, samt att det ingick i låneavtalet med Chelsea att Leeds inte skulle betala några större belopp för spelaren förrän så skedde. Den 16 november 2018 tog Brown nästa steg framåt i sin rehabilitering genom att spela 45 minuter för Leeds U23-lag.
Den 26 februari 2019 debuterade Brown för Leeds United med ett inhopp borta mot Queens Park Rangers. Hans andra och sista match blev det säsongsavslutande andra mötet med Derby County i playoffsemifinalen, den 15 maj. Sammanlagt spelade Brown 11 minuter för Leeds under lånet.

#### Luton Town (lån)
Den 8 augusti 2019 lånades Brown ut för hela säsongen till Luton Town, som inför säsongen flyttats upp till Championship.

#### Sheffield Wednesday (lån)
Den 20 augusti 2020 lånades Brown ut till Sheffield Wednesday på ett låneavtal över säsongen 2020/2021.

### Preston North End
Den 22 juni 2021 värvades Brown av Preston North End, där han skrev på ett ettårskontrakt.